# نينا ريتر
نينا ريتر (بالألمانية: Nina Ritter)‏ هي لاعبة هوكي الجليد ألمانية، ولدت في 26 يناير 1981 في هامبورغ في ألمانيا.

## وصلات خارجية
- نينا ريتر على موقع EliteProspects.com (الإنجليزية)
- نينا ريتر على موقع Eurohockey.com (الإنجليزية)
- نينا ريتر على موقع أوليمبيديا (الإنجليزية)